# رایدینگز میل (ویرجینیا)
رایدینگز میل (به انگلیسی: Ridings Mill) یک منطقهٔ مسکونی در ایالات متحده آمریکا است که در شهرستان فردریک، ویرجینیا واقع شده‌است.